# Weinmannia hooglandii
Weinmannia hooglandii är en tvåhjärtbladig växtart som beskrevs av H.C. Hopkins & J.C. Bradford. Weinmannia hooglandii ingår i släktet Weinmannia och familjen Cunoniaceae. Inga underarter finns listade i Catalogue of Life.